# نظرية المؤامرة في العالم العربي
نظريات المؤامرة من السمات السائدة عند العرب حيث تتجلى بوضوح في ثقافتهم وسياساتهم خاصة موضوع معاداة الصهيونية في العالم العربي. يقول الأستاذ ماثيو «أن نظرية المؤامرة عبارة عن "ظاهرة شائعة وشعبية، فالإيمان بنظريات المؤامرة هي ظاهرة مهمة لفهم السياسة العربية في الشرق الأوسط وشمال أفريقيا ...» بالنسبة للعرب؛ فنظريات المؤامرة تتحدث بشكل كبير عن الاستعمار الصهيوني، القوى الخارقة، النفط، الحرب على الإرهاب والتي يعتبرها الكثير حربا ضد الإسلام في المقام الأول. ويقول الكاتب والمحلل روجر كوهين «أن نظريات المؤامرة في العالم العربي هي ملجأ الضعفاء في نهاية المطاف.» أما آل مومن فقد أشار لخطورة مثل هذه النظريات قائلا: «نظرية المؤامرة لا تُبعدنا عن الحقيقة فقط بل تُبعدنا من مواجهة أخطائنا ومشاكلنا ...»
ساهم العدوان الثلاثي الفرنسي-الإسرائيلي-البريطاني عام 1956 على مصر _التي كانت حينذاك أبرز دولة عربية_ في تشجيع نظرية المؤامرة وخلق تصورات ومضاربات أخرى حول هذه النظرية. بعد حرب 1967، أصبحت نظريات المؤامرة تحظى بشعبية داخل الأوساط العربية؛ فالحرب كان يُنظر إليها على أنها مؤامرة من قبل إسرائيل والولايات المتحدة—أو نقيضه: مؤامرة من الاتحاد السوفياتي لضم مصر إلى النفوذ الشيوعي. يُؤكد توماس فريدمان أن نظريات المؤامرت تعززت إبان الحرب الأهلية اللبنانية؛ حيث يُؤكد: «كانت [نظرية المؤامرة] عادة غير قابل للتصديق ... فالإسرائيليون السوريين، الأميركيين، السوفييت، أو حتى هنري كيسنجر لم يكن يصدق هذه النظريات باستثناء اللبنانيون الذين يروا أن هناك مؤامرة كان الهدف من ورائها تعطيل لبنان.»

## المؤامرات الصهيونية
تعرَّضت رابطة مكافحة التشهير (منظمة يهودية غير حكومية) لمجموعة من الهجمات وكُتب في حقها الكثير من المقالات التي تُؤكد على أن الرابطة تهدف للقيام بمؤامرات خطيرة ونشر السموم؛ فمثلا في يناير من عام 1995 نشرت جريدة الأهرام مقالا ذكرت فيه أن الرابطة خبيثة وتُحاول التفرقة بين العرب في حين ذكرت جريدة الشعب أن الرابطة تقوم بنشر الإيدز وفرية الدم. كل هذا كان يُؤدي بشكل مباشر إلى استنتاج أن هناك مؤامرة دولية ضد الإسلام حسب مقالة جريدة الأهرام المنشورة في آذار/مارس 1995. من السائد أيضا لدى الكثير من شعوب الدول العرببة أن الهولوكوست (محرقة اليهود) مجرد كذبة واهية وأسطورة لا غير حسب ما نُشر في ديسمبر 1995 وفبراير 1996 في جريدة الوقائع المصرية.
مصدقي نظريات المؤامرة في الدول العربية يُحملون اليهود مسؤولية قتل الرئيسين الأمريكيين أبراهام لينكولن وجون كينيدي مما تسبب في قيام كل من الثورة الفرنسية والثورة الروسية، لذلك فالعرب يعتبرون الصهاينة خطرا على العالم. ازدادت شعبية نظرية المؤامرة بعد هجمات 11 أيلول/سبتمبر حيث أُلقي اللوم فيها على إسرائيل وبشكل أدق الموساد.
بروتوكولات حكماء صهيون هي وثيقة عُثر عليها تدعي أن لليهود خطة للسيطرة على العالم، وقد لاقت هذه الوثيقة هو رواجا كبيرا في العالم الإسلامي والعربي.
امتدت نظريات المؤامرة في العالم العربي لتشمل قائد وزعيم تنظيم الدولة الإسلامية (داعش) أبو بكر البغدادي الذي قيل إنه في الواقع عميل إسرائيلي لدى الموساد واسمه الحقيقي سيمون إليوت حيث كان يعمل في وقت سابق كممثل ووكيل قبل أن تدس به إسرائيل في العراق وسوريا. ازدادت هذه التكهنات عقب رواج شائعات تدعي أن الوثائق المسربة من وكالة الأمن القومي والتي نشرها إدوارد سنودن في وقت لاحق تكشف عن كل هذه الحقائق.

### نظريات المؤامرة حول الحيوانات
هناك مجموعة من نظريات المؤامرة السائدة في الدول العربية والتي تتعلق وترتبط بالحيوانات التي تعتمد عليها إسرائيل، حيث أن هناك من يزعم أن هذه الأخيرة تقوم بتسخير بعض الحيوانات من أجل مهاجمة المدنيين (خاصة الفلسطينيين منهم) أو حتى من أجل التجسس. هذه العلامات والرسائل _حسب مؤيديها_ هي أدلة على المشروع الكبير للصهاينة واليهود. جذير بالذكر وقوع هجمات لأسماك القرش في شرم الشيخ عام 2010، كما قبضت المملكة العربية السعودية عام 2011 على نسر أسمر يحمل جهاز تجسس أو تعقب من صنع إسرائيلي. وكان جيل يارون قد كتب في تورونتو ستار قائلا: «إن العديد من الحيوانات بلا شك تخدم في الجيش الإسرائيلي؛ فمثلا الكلاب تقوم بشم المخدرات والتفتيش عن القنابل في حين تقوم الألبكة بمساعدة الجبليين على حمل الأثقال ... ولكن حكايات من قبيل استخدام أسماك القرش، الطيور أو القوارض أو حتى الحشرات في الخدمة العسكرية أمر خيالي ومن الصعب تحقيقه على أرض الواقع.»

## المؤامرات الأمريكية

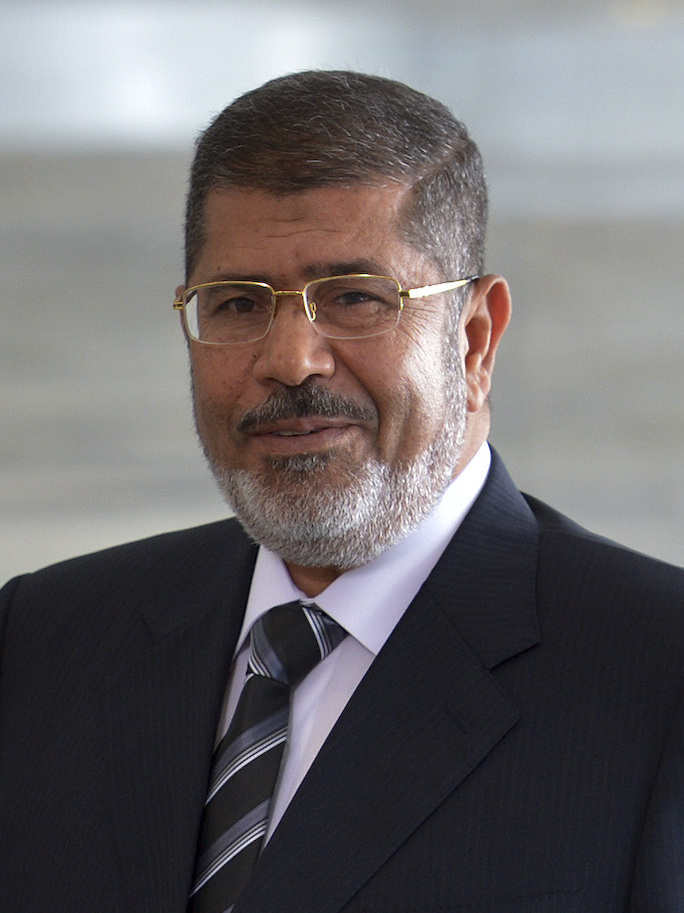
اتهمت مجموعات مختلفة من المصريين الولايات المتحدة بدعم المعارضة بقيادة محمد مرسي.

بعد الانتخابات الرئاسية المصرية عام 2012، ذكرت محطة تلفزيونية مصرية  أن حكومة الولايات المتحدة والمجلس الأعلى للقوات المسلحة المصرية الحاكم حينها قد زورا الانتخابات لصالح الإخوان المسلمون بقيادة مرشحهم محمد مرسي. في الحقيقة لعبت هذه النظرية دورا كبيرا في تأجيج احتجاجات 15 يوليو 2012 التي عرفت هجوما بالطماطم والأحذية من قبل الأقباط المتظاهرين على موكب وزيرة الخارجية الأمريكية. فانتشر حينها رأي عام يقول بأن أمريكا تآمرت على مصر فدعمت مرسي؛ مما دفع الرئيس باراك أوباما إلى التصريح من خلال ملاحظة أبداها وقال فيها أن نظريات المؤامرة تكثر في كل مرة وقفت فيها الولايات المتحدة إلى جانب مرسي. جذير بالذكر أيضا أن صعود تنظيم الدولة الإسلامية (داعش) ساهم في انتشار نظريات المؤامرة وبات الكثير يُؤمن بها حيث يعتقد الكثير حتى اللحظة أن «التنظيم الإرهابي والمتطرف» تم إنشاؤه من قبل وكالة المخابرات المركزية التابعة للولايات المتحدة جنبا إلى جنب مع الموساد وذلك بدعم من المرشحة الديمقراطية السابقة هيلاري كلينتون. وهذه النظرية تعود لتتكرر مجددا في صعود جماعة بوكو حرام ونشاطها في نيجيريا والدول المجاورة. نظريات المؤامرة في العالم العربي تقول أن الولايات المتحدة تدعم سرا الدولة الإسلامية في العراق والشام حيث تقوم بتمويل الجماعة وتزويدها بالأسلحة ثم تلعب دور عدوتها، وذلك كجزء من محاولة زعزعة الاستقرار في الشرق الأوسط. مثل هذه الشائعات أصبحت منتشرة بشكل كبير للغاية بل حتى أنها وصلت للعاملين في السفارة الأميركية في لبنان والتي أصدرت في بيان رسمي لها نفي كل هذه المزاعم ووصفتها بأنها مجرد «افتراء» لا غير.

### نظرية مؤامرة الحرب ضد الإسلام
«الحرب ضد الإسلام» وتُسمى أحيانا «الحرب على الإسلام» أو «الهجوم على الإسلام» هي نظرية مؤامرة سائدة في العالم العربي ويُؤمن بها الإسلاميون الذين يستخدمونها في خطاباتهم لوصف المؤامرة المزعومة التي تهدف إلى إضعاف العرب وإبادتهم جماعيا لما لا من خلال مختلف الوسائل العسكرية، الاقتصادية، الاجتماعية وحتى الثقافية. يرى العالم العربي أن مرتكبي المؤامرة هم من غير المسلمين وخاصة العالم الغربي والمسلمين المنافقين؛ حيث يرى المؤمنين بهذه النظرية أن المنافقين يتواطؤون مع جهات سياسية فاعلة في العالم الغربي لتدمير العرب والإسلام. أمَّا نظرية المؤامرة المعاصرة فتُؤمن برواية «الحرب ضد الإسلام»؛ حيث تُركز على القضايا العامة بما في ذلك العلمنة فضلا عن القضايا الأخرى المتعلقة بسياسات القوة الدولية بين الدول الحديثة والحروب الصليبية التي يرى العرب المسلمون المؤيدون للنظرية أنها كانت نقطة البداية.

## نظرية المؤامرة الإيرانية
تُعد نظرية المؤامرة التي ترى أن كل ما يحدث بين إيران وإسرائيل مجرد «مسرحية» من أبرز السرديات المتداولة في الأوساط العربية، وتخلص نظرية المؤامرة على شيطنة إيران، والشيعة، والفُرس. فمثلًا يدّعي مؤيدو هذه النظرية أن الهجمات المتبادلة تُدار ضمن إطار محسوب يستهدف توازنات مصالح إقليمية ودولية، وأن الطرفين يتظاهران بالحرب بينما الأهداف الحقيقية غير معلنة، ويختلف مؤيدو هذه النظرية فيما إذا كانت الخسائر المعلنة حقيقية أو أنها مجرد مخططات لتدمير العرب والسُّنّة.

### الخلفية

#### البداية
- العلاقات التاريخية والتحول بعد 1979: بعد حركة تأميم صناعة النفط في إيران 1951، أطاحَت وكالة المخابرات الأمريكية والاستخبارات البريطانية برئيس وزراء إيران محمد مصدق، في انقلاب 1953 في إيران ونصّبوا شاه إيران حاكمًا، كانت إيران وإسرائيل حليفين خلال عهد الشاه، وقد أيّد الشاه الهيمنة الغربية، والصهيونية، وسعى لإخفاء معالم الإسلام في التراث الإيراني والحضري وإطلاق حملات تدعم القومية الفارسية على غرار نموذج أتاتورك العلماني الداعي للقومية التركية في تركيا، وبسبب موقعها وثرواتها[ب]، كانت إيران وقتئذٍ أقرب حليف في الشرق الأوسط لإسرائيل وأمريكا، وقد تعاونت إيران مع الغرب في برامج نووية ومشاريع عسكرية مثل مشروع الوردة، وبما أن إيران وعددًا كبيرًا من الدول العربية كان تحت المظلة الأمريكية، فقد جمعتهم علاقات زواج مثل زواج فوزية بنت فؤاد الأول من الشاه، وعملَت إيران كشرطي للمنطقة العربية يحمي الملكيات العربية ذات الميول الغربي، ضد الجمهوريات العربية ذات الميول السوفيتي، ضمن ما يُعرف بالحرب الباردة العربية، وكان هذا قبل أن تنقلب العلاقات الإيرانية الغربية جذريًّا بعد الثورة الإسلامية إلى العداء التام، والطابع الإسلامي، حيث كانت إيران أول دولة في العالم تُغلق وتقطع العلاقات مع إسرائيل، بل وأهدت منظمة التحرير الفلسطينية المبنى ذاته، وقد تمثّلَت ذروة العداء في صدامات مباشرة مع أمريكا وإسرائيل مثل أزمة رهائن إيران. وفي حركة مماثلة، أغلقت معظم الدول العربية الموالية للمعسكر الغربي السفارات الإيرانية في بلادها، وبدأ الجيش العراقي بالغزو البري لإيران بدعم مالي ولوجستي من أمريكا وأوروبا الغربية والأردن والكويت والسعودية والبحرين وقطر والإمارات ومصر؛ وكان هذا الغزو قد بدأ نتيجة مشاكل حدودية بسبب عدم ترسيم الحدود العراقية الإيرانية منذ أيام الشاه.[34].
- السياسة الإيرانية الخارجية: نتيجة للثورة الإسلامية، قُطعَت علاقات إيران مع معظم دول العالم، حيث فرضت الولايات المتحدة عقوبات اقتصادية منذ عام 1979 أي منذ أكثر من 45 عامًا على إيران وحذرت من أن أي دولة تتعامل مع إيران ستخضع لعقوبات مماثلة، وأصبحَت إيران أطول دولة في التاريخ تحت العقوبات وصاحبة أكبر عقوبات في التاريخ العالمي قبل أن تتخطاها روسيا في عام 2019، وكان هدف هذا هو إسقاط النظام من الداخل الإيراني بسبب الإرهاق الاقتصادي، وقد نجحَت العقوبات في تقليل العلاقات الخارجية الإيرانية، وإطلاق حملات دعاية بروباغندية ضد إيران[35]. أثناء حرب الخليج الأولى (حرب إيران والعراق) واجهَت إيران نقصًا حادًّا في السلاح، ورغم أن الأمريكيين يبيعون السلاح علنًا للعراق، إلا أنهم قرّروا اتّباع سياسة الاحتواء المُزودج، إذ قرّروا بيع بعض الأسلحة لإيران سرًّا، ليُطيلوا بذلك أمَد الحرب، فيخرج البلدان - وهما كلاهما ليس من المعسكر الغربي الأمريكي - في أسوأ وأصعب حالة، ولا يُضمن نصر سريع؛ وقد عُرفَت القضية بقضية إيران كونترا، حيث وبّخَت الرقابة والكونغرس الأمريكي المسؤولين مُشددين بموقفهم في دعم الولايات المتحدة للعراق خلال الحرب العراقية الإيرانية[36][37][38].

#### الغزو الأمريكي على أفغانستان (2001)
دعمت معظم الدول العربية الغزو الأمريكي لأفغانستان عام 2001 ضمن الحرب على الإرهاب، خاصة بعد هجمات 11 سبتمبر، وشاركت دول الخليج بتسهيلات لوجستية، وأيّدت الأمريكيين. أما إيران، فرحّبت بسقوط طالبان وساعدت أمريكا استخباراتيًا، لأنها كانت تعتبر طالبان خصمًا أيديولوجيًا وسنيًا متشددًا وكارهًا للشيعة، وقد كانت إيران تخشى ما قد تفعله طالبان لو تمكّنت من السلطة، حيث أقدمَت طالبان على مجازر طائفية، منها ما حصل في آب 1998 أثناء استعادة طالبان لمدينة مزار‑إ‑شريف، حيث شنّوا مذبحة طائفية راح ضحيتها بين 2,000 و8,000 من المدنيين من الحزارَة الشيعة، ووصمهم الحاكم المحلي بأنهم «كفار» وطالبهم بالتخلّي عن إيمانهم أو المغادرة، ومجازر كانون الثاني 2001 م، إذ نفّذوا مذبحة في مناطق في يكاولانغ ودام السوفي، حيث اقتادوا رجالًا من الحزارَة الشيعة إلى الحقول الثلجية وأعدموا مئات منهم، تاركين جثثهم في الثلج.

#### الغزو الأمريكي على العراق (2003)
غزا الرئيس العراقي صدام حسين الكويت وشمال شرق السعودية، طامعًا في الثروات النفطية؛ وقد أدانت غالبيّة الدول العربية الغزو على الكويت، ووفّرت دول عربية مثل الكويت والسعودية والأردن وقطر والإمارات الدعم المالي واللوجستي للغزو الأمريكي على العراق، وخاصةً من خلال استخدامها القواعد الأمريكية العسكرية في تلك الدول، بدأ الغزو الأمريكي بتدمير القوات الجوية والمعدات العسكرية، ولم يجد صدام حسين أي دولة على استعداد لاستقبال المعدات والطائرات سوى إيران، وقد كانت إيران قلقة من وجود دولتين تحت سيطرة الأمريكيين على حدودها الشرقية (أفغانستان)، والغربية (العراق)، فسعَت لدعم الأحزاب العراقية المائلة لها، وبمجرد انتهاء الغزو وخروج الأمريكيين، مال العراق ناحية إيران بسبب تاريخ البلدين وطبيعة العراق الديموغرافية والجغرافية.

#### أفول القومية العربية وصعود الثوريّة الإسلامية الإيرانية
كان لدى الآيديلوجيتين: القومية العربية، والثوريّة الإسلامية الإيرانية، هدف مشترك يكمن في محاربة الهيمنة الأمريكية على الشرق الأوسط؛ وبرز ذلك في توجّهين، هما إنهاء الوجود الإسرائيلي، وتغيير الأنظمة الحاكمة المائلة للغرب. وبما أن التغيير السياسي للحكومات أثبت صعوبته، وعدم وجود حكومة راغبة في قتال إسرائيل، موّلت إيران ودعمَت التنظيمات العسكرية في العراق (مثل عصائب أهل الحق الذي بين عامي 2006 و2011 شنّ أكثر من 6000 هجوم على قوات التحالف في العراق) ولبنان (حزب الله الذي سيواجه إسرائيل في معارك عديدة أبرزها حرب لبنان 2006) وغزة (حركة حماس الخصم الرئيس لإسرائيل منذ 2008) واليمن (أنصار الله الحوثيون الذين سيواجهون إسرائيل منذ سبتمبر 2024)؛ على النقيض ستبدأ الدول العربية اتفاقيات إبراهيم، وهي عملية تطبيع كبرى مع إسرائيل. وستُطلق الولايات المتحدة حملة إعلامية وعسكرية ضد هذه الأطراف، سيتجلّى أبرزها في برنامج خشب الجميز في سوريا التي عُدّت آخر نموذج للقومية العربية، وسيدعم البرنامج جماعات تنظيمية إسلامية سنية متطرفة أبرزها تنظيم الدولة الإسلامية (داعش)، وجبهة النصرة، وهيئة تحرير الشام، بدعم عربي مالي وتركي عسكري وأمريكي استخباراتي؛ ونتيجةً لبداية الحرب الأهلية السورية، ستدخل إيران وروسيا للدفاع عن الحكومة السورية، وستخرج خاسرةً بعد سقوط نظام الأسد، وسيعلّق رئيسها الجديد بـ(لا نجيد البكاء والعويل) في إشارة للنصر السني على الشيعي، وسيدخل في محادثات سورية إسرائيلية.

### النظرية
"نظرية الخدعة على العرب" هي طرح شائع ضمن نظريات المؤامرة في الأوساط السياسية والإعلامية العربية منذ الغزو الأمريكي للعراق، وتقوم على أن العداء بين إيران وأمريكا (وإسرائيل) هو ظاهري ومسرحي فقط، بينما الحقيقة هي وجود تفاهمات سرية بينهما هدفها تفكيك الدول العربية السنية، وتمكين إيران إقليميًا.

#### أبرز بنود النظرية
- تدعي النظرية أن أمريكا أسقطت نظام صدام حسين، العدو الأكبر لإيران، وسلّمت الحكم لشيعة العراق المتحالفين مع طهران (مثل حزب الدعوة والمجلس الأعلى).
- يرى أصحاب النظرية أن الاتفاق النووي عام 2015 (JCPOA) كان بمثابة اعتراف ضمني بنفوذ إيران، وتجميد فقط وليس إنهاء لمشروعها النووي.
- يرى البعض أن وجود بعض من التنسيق الأمريكي-الإيراني ضد الجماعات السنية المسلحة (مثل داعش) عزز وجود إيران في العراق وسوريا.
- تعتبر النظرية أن الصراع "مضبوط" ضمن قواعد، وأن هجمات التنظيمات المُمولة من إيران أو هجمات إيران المباشرة (مثل مايو 2018، وأبريل 2024، وأكتوبر 2024، ويونيو 2025، وغيرها) تُستخدم إعلاميًا لإثارة مشاعر الشعوب المسلمة السنية فقط، وليس لها أي تأثير.
- عدم وجود مساجد للسنة في إيران (رغم وجود ما يقارب 15000 مسجد للسنة في إيران[62] أبرزها جامع مكي الذي يُعد أحد أكبر المساجد في العالم الإسلامي[63]، وجامع شافعي، ومسجد أبو بكر صديق في طهران)
- وجود جالية يهودية في إيران، حيث تُعد إيران من الدول القليلة التي لم تطرد اليهود، على النقيض من طرد اليهود من مصر 1956-1957 م، بعد العدوان الثلاثي
- الفُرس يحاولون إعادة بناء الإمبراطورية الفارسية، وأنهم حاقدون على العرب للآن بسبب إسقاطهم إمبراطوريتهم.
- أن الشاهنامه كتاب قومي عرقي يحط من العرب، وأن الفُرس لا يعترفون بالقرآن لأنه عربي، ويفضلون الشاهنامه عليه؛ ويُهدون كتاب الشاهنامه ويوزعونها
- أن الساحل الغربي لإيران المُطل على الخليج العربي كل سكانه من العرب
- أن الثورة الإسلامية في إيران مدعومة من أمريكا وذلك بسبب أن الخميني جاء لإيران من المنفى في فرنسا (نفا شاه إيران روح الله الخميني من عام 1964 إلى عام 1979، قضى بدايتها في تركيا في بيت لرجال الاستخبارات التركية في مدة (11 شهر) ثم إلى العراق مدة (14 سنة) ثم طُرد من العراق بعد لقاء وفد إيراني مع وفد عراقي، إثر بداية اندلاع الثورة الإسلامية، فضّل الخميني الذهاب إلى بلد مسلم آخر، وحصل على تأشيرة دخول إلى الكويت،[64] لكن الجمارك الحدودية أعادته، مُعللةً ذلك بأنه حصل على التأشيرة تحت اسم "روح الله مصطفوي".[65] كان الخيار التالي الذي اختاره الخميني هو الذهاب إلى سوريا،[66] ولكن النفوذ المتبقي لأحمد حسن البكر في السياسة العراقية والسورية يعني أن الحكومة السورية لن تقبله.[67] ثم فكر الخميني في الذهاب إلى البحرين أو الهند أو باكستان أو الجزائر، حيث أراد أمرين: أن يكون قريبًا من إيران، وأن يعيش في بلد مسلم،[64] لكن مساعده القومي المتعلم في الولايات المتحدة، إبراهيم يزدي، أخبر الخميني أنه يجب أن ينتقل إلى الغرب بسبب فرص الاتصال الأكبر المتاحة هناك ثم فرنسا التي قضى فيها (3 أشهر)، ثم عاد لإيران بعد هروب الشاه واستلام السلطة المؤقتة في إيران.[68].
- إلقاء اللوم على الشيعة في غزو العراق، وسقوط بغداد (1258) رغم عدم وجود إجماع تاريخي، وتبرئة باحثين مثل سعد الغامدي في كتاب سقوط الدولة العباسية؛ وهو ما وصفه روبرت ريلي بـ"بداية تكوّن ثقافة مختلة وظيفيًا قائمة على لاهوت مشوه"[69].

#### مؤيدي النظرية

##### السلفية
- نبيل العوضي
- محمد العريفي
- ناصر العمر
- إبراهيم الفارس
- ابن جبرين
- عبد الرحمن دمشقية
- ابن جبرين
- حازم طه إسماعيل
- عثمان الخميس
- وليد إسماعيل
- محمد بن شمس الدين
- عدنان العرعور
- عبد العزيز الطريفي
- سعد البريك
- عبد العزيز الفوزان

##### كتاب وباحثون
- عبد الله النفيسي
- إبراهيم الفارس
- علي البخيتي

##### مُحرضون
- أفيخاي أدرعي
- إيدي كوهين

## مؤامرات أخرى

### إسقاط مرسي
بعد سقوط مرسي، انتشرت وسادت مؤامرات أخرى _عكس ما كانت من قبل_ وتُؤكد هذه المرة على أن المتآمرين هم من قاموا بإسقاط أول رئيس مدني لمصر وذلك بهدف منع الإخوان المسلمين من الوصول للسلطة وبالتالي تعقيد الوضع في فلسطين وزيادة متاعب اللاجئين الفلسطينيين والسوريين على حد سواء. ويرى مؤيدي محمد مرسي أن السعودية والإمارات تآمرت وتحالفت مع قوى غربية مثل إسرائيل من أجل تنفيذ المؤامرة بالتمام والكمال.

### مؤامرة المشروبات الغازية
في الدول العربية هناك نظرية مؤامرة سائدة حول المشروبات الغازية وبالتحديد كوكا كولا وبيبسي، حيث يرى العرب المسلمون أن تلك المشروبات تحتوي عمدا على لحم الخنزير والكحول (المحرَّمان في الشريعة الإسلامية)؛ كما أن العلامات التجارية تحمل أسماء موالية لإسرائيل والصهاينة ومعادية للعالم الإسلامي والعربي وبالتالي هي رسائل مضمنة حول المشروع الكبير لليهود.